# آتو (ویرجینیای غربی)
آتو (به انگلیسی: Auto) یک منطقهٔ مسکونی در ایالات متحده آمریکا است که در شهرستان گرین‌بریر، ویرجینیای غربی واقع شده است. آتو ۷۲۲٫۹۹ متر بالاتر از سطح دریا واقع شده است.